# Auguste Bracht
Auguste Bracht (* 17. Juli 1875 in Oerlinghausen; † 30. Mai 1939 in Bielefeld) war eine deutsche Politikerin (SPD).

## Leben
Auguste Bracht war die Tochter eines Zieglers. Sie arbeitete als Wäschenäherin in Oerlinghausen, betätigte sich in der Gewerkschaft und war Kassiererin sowie Vorsitzende des lokalen Wäschearbeiterinnenverbandes.
Mit Einführung des Frauenwahlrechts im Land Lippe kandidierte sie bei der Landtagswahl im Januar 1919 für die SPD und wurde als erste weibliche Abgeordnete in den Lippischen Landtag gewählt, dem sie in der ersten Wahlperiode angehörte.

## Ehrungen
An ihrem alten Wohnhaus in Oerlinghausen, Holter Straße 30, wurde 2023 eine Erinnerungstafel angebracht.
Eine Straße in Detmold trägt den Namen Auguste-Bracht-Weg.